# Дробинський Ісаак Рудольфович
Ісаак Рудольфович Дробинський (рум. Isaak Drobinskii; 1911, Одеса — 1983, Кишинів) — радянський, український, молдовський інфекціоніст та епідеміолог, доктор медичних наук (1963), професор (1968), відомий першим описом в Європі, в СРСР хвороби з групи рикетсіозів — везикульозного рикетсіозу (1948).

## Біографія

Ісаак Дробинський під час служби в армії

### Після закінчення Одеського інституту
Закінчив у 1933 році Одеський медичний інститут, де був асистентом, а потім доцентом кафедри інфекційних хвороб, одночасно працював у 411 військовому госпіталі, де займався питаннями біологічної зброї. За свідченням М. В. Супотницького Дробинський у 1940 році зробив узагальнення тодішнього стану біологічної зброї в світі та шляхів її використання. Так він зробив висновок, що для більшості збудників інфекційних хвороб дихальних шляхів спосіб розпилення їх у сухому вигляді може бути застосований у малому ступені в силу швидкої загибелі цих мікроорганізмів при висушуванні або через нездатність їх розпорошуватися. Дробинський писав: «Технічно немає перешкод для того, щоб противник скидав бактеріальні бомби, розсіював мікробний туман або спускав заражених тварин». При цьому він відмітив, що при розпиленні бактерій не всі, хто вдихнув, мають захворіти. Також Дробинський написав: «Якщо зараження відбувається навіть у лабораторних умовах, де приймаються спеціальні заходи захисту, то в природних умовах зараження може відбутися ще легше, тому що про нього не завжди можуть вчасно знати, і відповідні захисні заходи можуть не бути своєчасно прийняті».

### Під час німецько-радянської війни
У діючій армії з 1941 року, з початку німецько-радянської війни. Служив фахівцем-імунологом СЄЛ-315 ОдВО (липень-вересень 1941 року) і Південного фронту, начальником епідеміологічної групи того ж фронту (листопад 1941 — червень 1942), начальником відділу особливо небезпечних інфекцій СЄЛ-315 Чорноморської групи військ (червень 1942 року — жовтень 1943 року) і Північно-Кавказького фронту (листопад 1943 року), начальником відділення ПРГ-450 Окремої Приморської армії, головним епідеміологом тієї ж армії (квітень 1944 року — січень 1945 року), начальником відділення ЕГ-2309 Ленінградського фронту (січень 1945 року — травень 1945 року). Брав участь в організації протиепідемічного захисту військ фронту в битві за Кавказ. Керував протиепідемічною службою армії в Кримській операції. Після війни — на адміністративно-лікувальних посадах. Звільнено зі збройних сил у 1948 році у званні підполковника медичної служби.

### У Донецькому медичному інституті
У 1949—1957 роки був доцентом, завідувачем кафедри інфекційних хвороб і епідеміології Донецького медичного інституту. У той час під його керівництвом були проведені клінічні дослідження, присвячені розробці протирецидивного лікування бруцельозу, диференційної діагностики черевного тифу і паратифів, вивченню патогенезу геморагічного синдрому при ряді інфекційних хвороб. Саме тоді Дробинський провів ґрунтовні епідеміологічні та клінічні дослідження випадків начебто атипової вітряної віспи і вперше в Європі описав везикульозний рикетсіоз у Донецькій області, виклавши це у монографії. Також написав декілька робот, присвячених туляремії і геморагічної гарячки Крим—Конго.
Яскраво читав лекції студентам, для цього брав уроки акторської майстерності у акторів Донецьких театрів.

### У Кишинівському медичному інституті
До Кишинівського медичного інституту Дробинський приїхав 1957 року, де очолив кафедру інфекційних захворювань і керував нею до кінця життя. Тут захистив докторську дисертацію 1963 року та у 1968 році йому було присуджено вчене звання професора. Під його керівництвом активізувалася розробка методів діагностування та лікування поширених у Молдові інфекційних і паразитарних захворювань.

## Основні наукові твори
- Эпидемиологическое значение зайцев при туляремии. — ЖМЭИ, 1951, № 1, с. 61—65.
- Бациллоносительство и борьба с ним. М.: «Медгиз», 1953. — 372 с.
- Purtătorii de microbi. Бухарест: «Ed. medicală», 1955. — 401 с. (рум.)
- Характеристика сыпи при гамазовом риккетсиозе. // Сб. научн. тр. Кишинев, 1957. — с. 58-72.
- Dizenteria şi combaterea ei. Кишинев: «Госиздат Молдавии», 1958. (молд.)
- Нейропсихиатрические изменения при риккетсиозной инфекции, передающейся Gamasidae (риккетсиоз Д). / Журнал невропатологии и психиатрии имени С. С. Корсакова. — 1959;59(3):291-4.
- Мухи и борьба с ними. Кишинев: « Картя молдовеняскэ», 1961. — 24 с. (разом із Захаровим В. І.).
- Гамазовый риккетсиоз: Клиника и диагностика. Кишинев: «Штиинца», 1962. — 200 с.
- Диагностика кишечных инфекций: Эпидемиологический гепатит, дизентерия и сходные с ними заболевания. В 2-х частях. Кишинев: «Картя молдовеняскэ», 1963. — 284 с.
- Как предупредить заболевание столбняком. Кишинев: «Картя молдовеняскэ», 1962. — 8 с.
- Эпидемический гепатит (болезнь Боткина). Пособие для лектора. Кишинев: «Картя молдовеняскэ», 1962. — 26 с.
- Сывороточный гепатит. Кишинев: «Картя молдовеняскэ», 1963.
- Заболевания, передаваемые от диких животных человеку в Молдавии. Кишинев: «Картя молдовеняскэ», 1964.
- Пищевые токсикоинфекции. Кишинев: «Картя молдовеняскэ», 1964. — 20 с.
- Бешенство. Кишинев: «Картя молдовеняскэ», 1964. — 22 с. (разом з Васильєвою В. П.)
- Profilaxirea bolilor infecţioase acute ale tractului gastro-intestinal. Кишинев: «Картя молдовеняскэ», 1965. (молд.)
- Icterele infecţioase. Кишинев: Реклама Молдовей, 1966. (молд.)
- Инфекционные желтухи. Кишинев: Молдреклама, 1967. — 21 с.
- Cum să prevenim hepatita epidemică (boala Botkin). Кишинев: «Картя молдовеняскэ», 1969. (молд.)
- Клиника и диагностика некоторых вирусных инфекций. Кишинёвский государственный медицинский институт, 1972.
- Острые вирусные гепатиты: Диагностика и дифференциальная диагностика. Кишинёв: «Штиинца», 1972. — 331 с.

Він підготував тридцять трьох дисертантів. Нагороджений орденами «Червоної зірки», «Вітчизняної війни II ступеня»; медалями «За перемогу над Німеччиною у Великій вітчизняній війні 1941—1945 рр.», «За оборону Кавказа».